# Kurt Bayertz
Kurt Bayertz (* 1948 in Düsseldorf) ist ein deutscher Philosoph und Hochschullehrer.

## Leben
Bayertz studierte ab 1969 Philosophie, Germanistik und Sozialwissenschaften an den Universitäten Frankfurt und Düsseldorf und erhielt 1974 seinen Magister philosophiae (Mag. phil.). Im Jahr 1977 wurde er zum Doctor philosophiae (Dr. phil.) promoviert.
Er arbeitete von 1979 bis 1982 als wissenschaftlicher Mitarbeiter an der Universität Bremen und von 1983 bis 1989 an der Universität Bielefeld, an der er nach seiner Habilitation im Jahr 1988 eine Professur für Wissenschaftsforschung antrat. Von 1990 bis 1992 leitete er die Abteilung Technikfolgenabschätzung am Institut für System- und Technologieanalysen in Bad Oeynhausen. In den Jahren 1992 und 1993 war er Stiftungsprofessor für Philosophie an der Universität Ulm. Von 1993 bis 2017 war er Professor für praktische Philosophie an der Universität Münster.
Zu seinen wichtigsten Arbeitsgebieten gehören Ethik (angewandte Ethik, speziell Bioethik), philosophische Anthropologie und politische Philosophie.
Für sein Buch Der aufrechte Gang – Eine Geschichte des anthropologischen Denkens wurde er 2013 mit dem Tractatus-Preis für philosophische Essayistik ausgezeichnet.

## Veröffentlichungen (Auswahl)

### Monographien
- Interpretieren, um zu verändern. Karl Marx und seine Philosophie. München: C.H. Beck 2018, ISBN 978-3-406-72130-4.
- Der aufrechte Gang. Eine Geschichte anthropologischen Denkens. München: C.H. Beck 2012, ISBN 978-3-406-63848-0.
- Warum überhaupt moralisch sein? München: C.H. Beck 2004, ISBN 3-406-52196-7.
- mit Peter Weingart und Jürgen Kroll: Rasse, Blut und Gene. Geschichte der Eugenik und Rassenhygiene in Deutschland. Frankfurt am Main: Suhrkamp 1988, ISBN 978-3-518-57887-2.
- GenEthik. Probleme der Technisierung menschlicher Fortpflanzung. Reinbek bei Hamburg: Rowohlt 1987, ISBN 3-499-55450-X.
- Wissenschaftstheorie und Paradigmabegriff. Stuttgart: Metzler 1981, ISBN 3-476-10202-5.
- Wissenschaft als historischer Prozeß. Die antipositivistische Wende in der Wissenschaftstheorie. München: Fink 1980, ISBN 9783770518487.

### Herausgaben
- Sanctity of life and human dignity. Kluwer, Dordrecht/Boston/London 1996.
- mit Myriam Gerhard und Walter Jaeschke:
  - Der Ignorabimus-Streit. Hamburg: Meiner 2013, ISBN 978-3-7873-2158-2.
  - Der Darwinismus-Streit. Hamburg: Meiner 2012, ISBN 978-3-7873-2157-5.
  - Der Materialismus-Streit. Hamburg: Meiner 2012, ISBN 978-3-7873-2156-8.

### Beiträge in Sammelbänden
- Vom Wollen zum Sollen. In: Neil Roughley und Julius Schälicke (Hrsg.): Wollen. Seine Bedeutung, seine Grenzen. Münster: Mentis 2015, S. 147–59, ISBN 978-3957430427.
- Empirische Antworten auf philosophische Fragen? Zum Verhältnis von philosophischer Ethik und empirischer Glücksforschung. In: Matthias Hoesch, Sebastian Muders und Markus Rüther (Hrsg.): Glück, Werte, Sinn. Metaethische, ethische und theologische Zugänge zur Frage nach dem guten Leben. Berlin und Boston: de Gruyter 2013, S. 35–47, ISBN 978-3110281460.
  - erweiterte Fassung wiederabgedruckt in: Alexander Max Bauer und Malte Ingo Meyerhuber (Hrsg.): Philosophie zwischen Sein und Sollen. Normative Theorie und empirische Forschung im Spannungsfeld. Berlin und Boston: de Gruyter 2019, S. 39–52, ISBN 978-3-11-061377-3.

### Artikel in Fachzeitschriften
- mit Birgit Beck und Barbara Stroop: Künstliches Glück? Biotechnisches Enhancement als (vermeintliche) Abkürzung zum guten Leben. In: Philosophischer Literaturanzeiger, 65, 2012, S. 339–376.
- Eine Wissenschaft vom Glück? Teil II: Die Vermehrung des Glücks der großen Zahl. In: Zeitschrift für philosophische Forschung, 64 (4), 2010, S. 560–578.
- Eine Wissenschaft vom Glück? Teil I: Was ist Glück? In: Zeitschrift für philosophische Forschung, 64 (3), 2010, S. 389–408.